# Sulfolobus acidocaldarius
A S. acidocaldarius a Sulfolobus nem egy termoacidofil faja. Az archeák – ősbaktériumok – egysejtű, sejtmag nélküli prokarióta szervezetek. Az első leírt Sulfolobus faj, 1972-ben írták le. 75 és 80 °C között nő optimálisan, optimális pH 2-3.

## Izoláció
Először termikus talajokból és melegforrásokból izolálták alacsony pH-val az Egyesült Államokban (kimondottan a Yellowstone Nemzeti Parkban), El Salvadorban, Dominikában és Olaszországban. A források ahol ezt a fajt izolálták a pH-juk kevesebb mint 3 és a hőmérséklet  65-90 °C.

## Morfológiai leírása
Az S. acidocaldarius mint az összes Archaea egysejtű. Sejtjei gömbölyűek, bár szabálytalanak, és általában rendelkeznek lebenyekkel. Átmérőjük 0.8-1 μm, kevés méret variációval.

## Sejt replikáció
Rendelkezik a replikáció egy mechanizmusával ami homológ az eukarióta ESCRT-el.

## Anyagcsere
Fakultatív autotróf. Amikor autotrófan nő ként szulfáttá oxidál, míg szenet köt meg szén-dioxidból. A megkettőződési ideje az olyan tenyészeteinek amik kénen nőnek 36.8-55.3h. Képes nőni komplex szerves szubsztrátokon. Amikor 0,1% élesztőkivonaton nő a növekedés gyorsabb, és a megkettőződési idő 6.5 és 8h. között van.

## Genom
A  Sulfolobus acidocaldarius DSM639 törzs teljes genomját 2005-ben tették közzé. Egy kör alakú, 2,225,959-bp-os kromoszómája van, G+C tartalom 36,7%. A szerzők 2292 fehérje kódoló gént jósolnak. A genomja nagyon stabil, kevés átrendeződés van a mobil elemek következtében ha van bármilyen.
A szerzők találtak purinok és pirimidinek szintéziséhez szükséges géneket, valamint minden aminosavhoz kivéve a szeleno-ciszteint. A gének a glükóz anyagcseréhez két alternatív út létezésére utalnak. Ez a Sulfolobus faj a szén források egy viszonylagosan korlátozottabb tartományában nő mint más Sulfolobus fajok,  és lehet hogy ennek köszönhető a megfelelő transzporterek hiánya.

## Azupsoperon
Az UV-sugárzás növeli a gyakoriságát a rekombinációnak a genetikai csere következtében az S. acidocaldariusban. A  Sulfolobus fajok ups operonja nagyon indukált az UV-sugárzás által. Ez az operon kódolja a pilust amit alkalmazva van a sejt egyesülés előmozdításában, ami szükséges az azutáni sejtek közti DNS cseréhez eredményezve homológ rekombinációt. A Sulfolobales acidocaldarius ups operonjának egy tanulmánya kimutatta hogy egy az operon gének közül saci-1497 egy endonukleáz III kódol ami az UV károsodott DNS-be vág be, és másik gén az operonból saci-1500 egy RecQ-szerű helikázt kódol ami képes szétcsavarni a homológ rekombináció intermediereket például a Holliday csomópontokat. Javasolták hogy a Saci-1497 és Saci-1500 egy homológ rekombináció alapú DNS-javító mechanizmusban működnek ami átvitt DNS-t használ templátként. Így úgy gondolják hogy az ups rendszer kombinációban a homológ rekombinációval egy DNS károsodás reakciót ad ami megmenti a Sulfolobalest a DNS-károsító fenyegetésektől.

## Jelentősége
A SuaI termostabil restrikciós enzimet ebből a szervezetből nyerik ki.